# ツインターボ

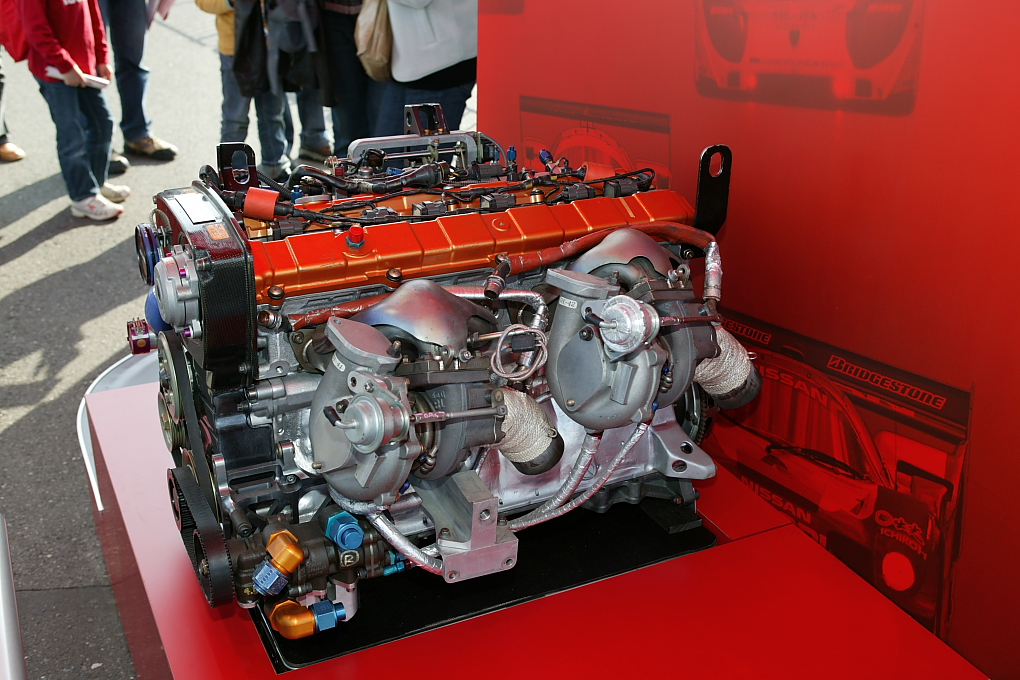
ツインターボ仕様のエンジン
（日産・RB26DETT '02 JGTC用 FR仕様）

ツインターボ（Twin Turbo Charging）は、自動車のエンジンにおいて、ターボチャージャーを2基用いる過給機構成の呼称である。低速域のトルク改善、ターボラグ改善ならびに出力向上を両立させる手段のひとつとして用いられる。ドイツ語やイタリア語、フランス語などではBi-turbo（ビターボ、ビトゥルボ）と称する。
日本の自動車技術会「自動車技術ハンドブック」において、シーケンシャルターボはツインターボに含まれていないが、「シーケンシャルツインターボ」とも呼ばれるため、本項で扱う。

## 概要
低速トルクおよびターボラグ改善には小型のタービンが有効であるが、高回転域で排圧の上昇とバイパスする排気ガス量の増大によって、ポンピングロスの増加とタービン効率の低下が起こり、エンジン出力が低下してしまう。これを改善するため、小型のターボチャージャーを二つ設置するアイデアが生まれた。
レイアウトとしては、エンジンからの排気管を排気干渉が少なくなるよう二系統にまとめ、それぞれに小型のターボチャージャーを取り付ける。これにより、排気ガス流量が少ない低回転域では排気干渉の減少からシリンダー内のガス掃気効率が向上する。また、動圧過給を積極的に利用しタービン入力エネルギーを増大させられるのでタービン回転の立ち上がりが早くなる。さらに、同一性能を発揮する1基のターボチャージャーに対し、小型のターボチャージャーを使用することで回転体の慣性モーメントを低減できるので、ターボラグが低減できる。
3気筒ずつの排気を合流させると排気干渉が低減できる直列6気筒エンジンや、V型、水平対向の6気筒エンジンのように片バンクの排気タイミングが等間隔で排気干渉が少なくなるレイアウトの場合に採用例が多い。W型16気筒のブガッティ・ヴェイロンは4基のターボを搭載している（クアッドターボ）が、片バンク8気筒分の排気を4気筒ずつに分離してターボチャージャーへ導入しており、これも排気干渉低減を狙ったものである。
なお、クロスプレーンタイプのクランクシャフトを使用するV8エンジンの場合、片バンクの排気をそのまままとめると排気が不等間隔でターボチャージャーに流入することになる。これを解消するには左右のバンクを跨いで排気系を取り回す必要があるが、排気管が複雑になるなどデメリットが大きくなってしまうため、やむなく片バンクずつ排気をまとめているものが多い。ところが、BMWはS63B44で排気ポートをバンク内側にするレイアウトとし、さらに特殊な排気系を用いることでそれぞれのターボチャージャーに等間隔で排気ガスが流入するようにしている。S63B44のベースで、バンクごとに排気をまとめているN63B44に対して、ツインスクロールターボの採用なども相まってトルクは約13 %（600 N・mから680 N・mに）向上している。

## 採用例

### 日本
日本車のガソリンエンジンにおいては、トヨタの直列6気筒エンジンの1G-GTEU、第1世代の1JZ-GTE、2JZ-GTEや日産のRB26DETTなどの直列6気筒エンジンや、日産のVG30DETTや三菱の6G72、6A12、6A13などのV6エンジンに採用されていたが、2002年の排出ガス規制強化でガソリンターボエンジンが激減した際にツインターボ搭載車は消滅した。その後、2007年に発売された日産・GT-R用のV6エンジンVR38DETTにてツインターボエンジンが復活している。
ディーゼルエンジンでは、三菱ふそう、旧日産ディーゼル、日野においては重量物運搬用トレーラーヘッドや観光バス、ダンプカーや除雪トラック等の特に高負荷な領域を集中的に使用する車型において設定が行われていた。また、トヨタでは、ランドクルーザー70および200の輸出仕様車でツインターボの1VD-FTVを採用している。

### 日本国外
日本国外の自動車メーカーにおいても6気筒以上のエンジンにツインターボが組み合わされる例が多い。
BMWでは直列6気筒のN54B30や、V型8気筒のN63B44、V型12気筒のN74B60に採用している。特にX5MとX6Mに搭載されるS63B44は前述の通り2基のツインスクロールターボをVバンクの間に搭載する独特なレイアウトになっている。
メルセデス・ベンツではV型8気筒のM278やV型12気筒のM275、M285に採用例がある。
ポルシェでは水平対向6気筒のMA170S、M96/70Sにおいて、可変容量ターボの一種であるVGターボを左右バンクに1基ずつ搭載している。
ジャガーではV型6気筒ディーゼルターボのAJD-V6(Gen.III)にVGツインターボが採用されている。
フォードはV型8気筒からのダウンサイジングであるEcoBoostの3.5 L V型6気筒エンジンにツインターボを採用している。
フォルクスワーゲングループでは前述のW型16気筒エンジンWR16にて、ツインターボを2基組み合わせたクアッドターボが採用されている。また、ディーゼルエンジンではV型6気筒、V型8気筒、V型12気筒の各TDIエンジンにて片バンクに1基ずつVGターボを配置しツインターボとしている。

## シーケンシャルターボ

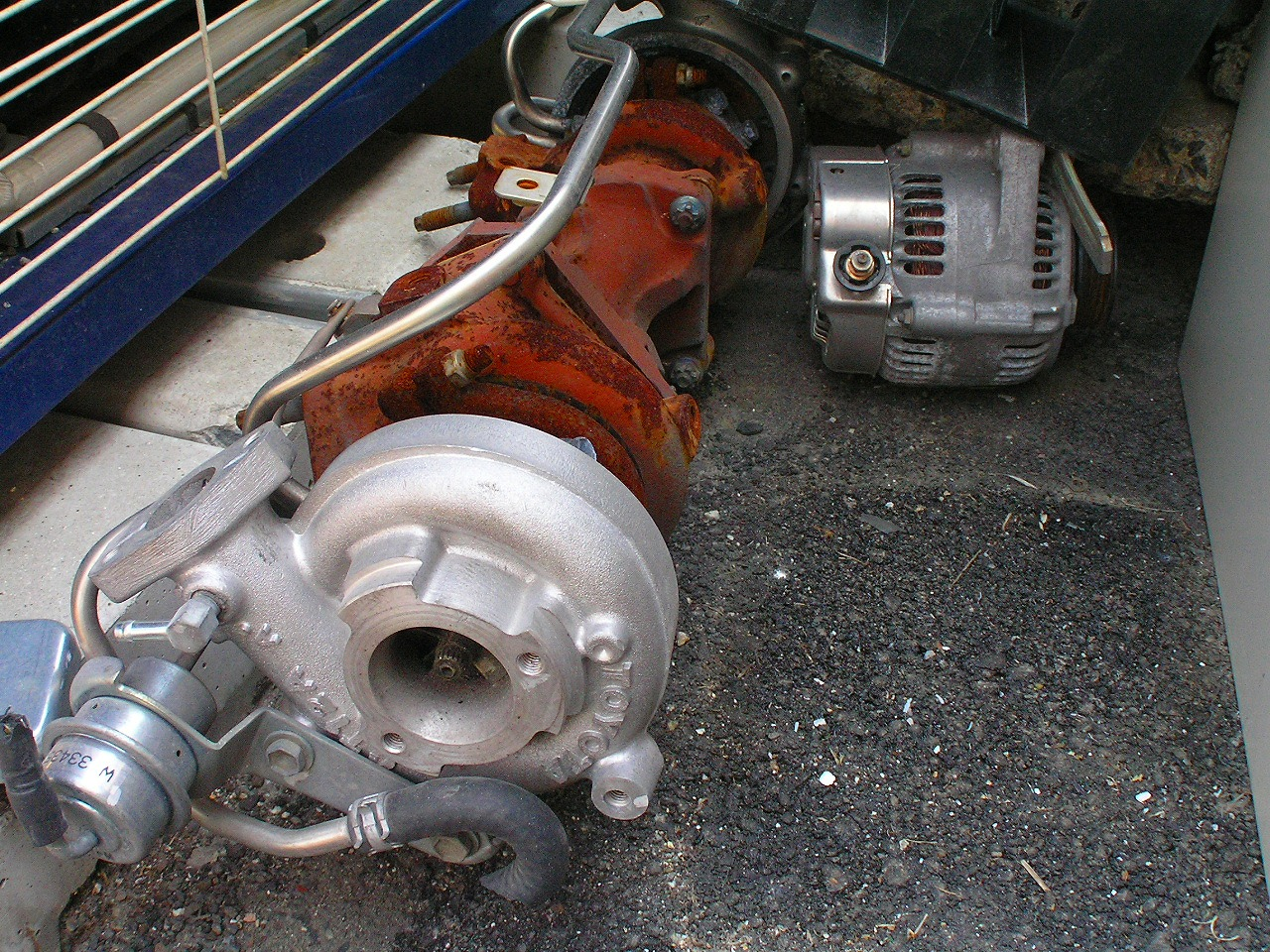
トヨタ・マークIIのツインターボ（並列タイプのシーケンシャルターボ）

シーケンシャルターボは、エンジンの作動状態によって2基のターボチャージャーを使い分けるものである。前述のツインターボと同様に2基のターボチャージャーを使用するため、シーケンシャルツインターボとも呼ばれる。シーケンシャルターボは直列タイプと並列タイプの2種類に分けられる。
直列タイプでは小型のターボチャージャーと大型のターボチャージャーを直列につなげて使用する。排気側はエンジン、小型ターボ、大型ターボの順に直列につながっており、小型ターボをバイパスする経路が設置される。吸気側のレイアウトは大型ターボ、小型ターボ、エンジンの順に直列につながり、排気側と同様に小型ターボをバイパスする経路がある。エンジン回転数が低く排気ガス流量が少ない領域では、全排気ガスを小型ターボへ集中させてターボラグを少なくし、低速トルクを確保する。エンジン回転数が上昇し、排気ガス量が増加してきたところで徐々にバイパスバルブを開き、小型ターボをバイパスさせて大型ターボへ排気ガスを導入する。バイパスバルブが開くに従い、小型ターボのタービン前後圧力差は小さくなるため、以降の過給は大型ターボのみが受け持つ。なお、このとき小型ターボのコンプレッサーが抵抗になるため、吸気側のバイパスバルブを開き小型ターボは吸気側でもバイパスされる。
並列タイプは1つ目のターボチャージャー（プライマリーターボ）と2つ目のターボチャージャー（セカンダリーターボ）が並列に設置される。排気側ではどちらか片方のターボにウェイストゲートが設置され、セカンダリーターボ上流には排気ガス導入を制御する切換えバルブが設置される。吸気側ではセカンダリーターボに、コンプレッサーを通過した吸気を再循環させるリリーフバルブがあり、プライマリーターボ側の吸気管との接合前に切換えバルブが設置される。エンジンの低回転領域では直列タイプと同様に全排気ガスをプライマリーターボに導き過給圧を得るが、中高速域では吸排気の切換えバルブを開きプライマリー、セカンダリーの二つのターボで過給を行う。
いずれのタイプもエンジンの作動状態に合わせて2基のターボチャージャーの作動状態を切り替える必要があるため、電子制御が必須となる。また、切換え時にトルクの段差が生じやすいため、この制御が課題になっている。

### シーケンシャルターボの採用例
乗用車用ガソリンエンジンへのシーケンシャルターボ適用は1987年のポルシェ・959が初の事例であるとされる。日本車では1990年のユーノス・コスモ用20B-REW、13B-REWが初である。後にトヨタ・スープラなどの2JZ-GTEや、2代目スバル・レガシィのEJ20でも採用された。なお、トヨタは「2ウェイツインターボ」、富士重工業（現：SUBARU）は「2ステージターボ」と呼称していた。
後にポルシェはシーケンシャルターボの採用を取りやめ、997型911から可変容量ターボの一種であるVGターボを片バンクに1基ずつ使用したツインターボで、低速トルクおよびターボラグの改善と出力向上を得ている。日本車においては2002年の排出ガス規制強化により、マツダはロータリーエンジンへのターボチャージャー搭載を取りやめ、富士重工業は4代目レガシィから低速トルク向上のためツインスクロールターボ（ツインエントリーターボ）に変更し、ターボチャージャーは1基のみになっている。
ガソリンエンジンにおけるシーケンシャルターボの採用は少なくなっているが、ディーゼルエンジンではBMWがバリアブル・ツインターボと呼ばれる直列タイプをN47D20T0に採用し、メルセデスのOM651も直列タイプであるボルグワーナーのR2S（Regulated 2-Stage Turbocharging）を採用、フィアットも1.9 マルチジェットツインターボに直列タイプのTST（Two Stage Turbo）を、ヒョンデも直列4気筒のU2 1.7およびR 2.2に直列タイプの2ステージターボを採用している。
日本国内メーカーではいすゞが2代目ギガにおいて6NX1エンジンに、エルフにおいて4JJ1エンジンに、フォワードやエルガにおいて4HK1-TC*において2ステージターボを採用している。三菱ふそうも、スーパーグレートやエアロエースに搭載される排気量7.7 Lの6S10エンジンで2ステージターボを採用している。日野自動車もA09CエンジンやA05Cエンジンの高出力タイプに2段過給ターボを採用している。また、マツダはSKYACTIV-D2.2と称して圧縮比を14程度まで低減した排気量2.2 Lのディーゼルエンジンに2ステージターボを採用し、初採用車となったCX-5以降の設定のある車両に搭載している。

### シーケンシャルターボの動作
ここでは1990年に発売されたユーノス・コスモの20B-REW、13B-REWに搭載された並列タイプのシーケンシャルターボの動作を例として挙げる。
このシステムの特徴は、セカンダリーターボの過給圧立ち上がりをスムーズにする「予回転方式」が採用されたことにある。また、プライマリーターボには低速レスポンス重視のインパクトタービンブレードを、セカンダリーターボには高流量時に通気抵抗の小さいハイフロー型をそれぞれ採用している。
レイアウトはほぼ前述の並列タイプの通りで、セカンダリーターボへの排気導入部に設置される切換えバルブが大小二つになっており、それぞれマツダは「ターボメインコントロールバルブ」、「ターボプリコントロールバルブ」と名付けている。また同様に、セカンダリーターボ吸気側のリリーフバルブは「過給リリーフバルブ」、プライマリー、セカンダリーの吸気合流部の切換えバルブは「過給コントロールバルブ」と呼んでいる。
まず、エンジン回転数が低い領域では全てのバルブが閉じられており、排気ガスはプライマリーターボに集中して流れ、エンジンの低速トルクを増強する。プライマリーターボが設定過給圧に到達した後、ターボプリコントロールバルブを開き、セカンダリーターボを約8万rpmに保つ。このとき、過給コントロールバルブは閉じているためセカンダリーターボの過給圧はエンジンには加わらない。このままだとサージングによりコンプレッサーが破損してしまうため、過給リリーフバルブを開くことでコンプレッサ内を一定の圧力に保ちサージングが起きないようにしている。この状態ではプライマリーターボのみの作動から二つのターボでの並列過給に切換えるにはセカンダリーターボの回転数が足りないため、並列過給への移行直前に過給リリーフバルブを閉じて（短時間のあいだサージング状態に陥ること許容した上で）セカンダリーターボの回転を12万rpm程度まで加速させる。その後、ターボメインコントロールバルブと過給コントロールバルブを開き、プライマリーターボにセカンダリーターボの過給を加えた中高速域の過給モードへスムーズに移行する。
なお直列タイプの場合、制御バルブは小型ターボの吸排気バイパスバルブの二つだけなので、制御は並列タイプよりも単純になる。